# Milicz (district)
Milicz (powiat milicki) is een Pools district (powiat) in de woiwodschap Neder-Silezië. Het district heeft een oppervlakte van 715,01 km² en telt 37.266 inwoners (2014).

## Gemeenten
Het district Milicz omvat één stadsgemeente en twee landgemeenten.
Stadsgemeente:
- Milicz (Militsch)

Landgemeenten:
- Cieszków (Freyhan)
- Krośnice (Kraschnitz)

Stadsdistricten:
Wrocław · Jelenia Góra · Legnica · Wałbrzych

Districten:
Bolesławiec · Dzierżoniów · Głogów · Góra · Jawor · Kamienna Góra · Karkonosze · Kłodzko · Legnica · Lubań · Lubin · Lwówek Śląski · Milicz · Oleśnica · Oława · Polkowice · Środa Śląska · Strzelin · Świdnica · Trzebnica · Wałbrzych · Wołów · Wrocław · Ząbkowice Śląskie · Zgorzelec · Złotoryja

Grootste steden:
Bielawa · Bolesławiec · Dzierżoniów · Głogów · Jelenia Góra · Legnica · Lubin · Oleśnica · Świdnica · Wałbrzych · Wrocław · Zgorzelec